# Pristimantis sirnigeli
Pristimantis sirnigeli é uma espécie de anfíbio anuro da família Strabomantidae. Está presente no Equador. A UICN classificou-a como em perigo de extinção.